# テンギズ・ペラニドゼ
テンギズ・ペラニドゼ（Tengiz Peranidze、1998年4月6日 - ）は、ラグビー・ヨーロッパ・スーパーカップ、ブラックライオンに所属するラグビーユニオン選手。

## プロフィール
- ジョージア出身[1]。
- ポジションはスクラムハーフ(SH)。
- 身長 176cm、体重 78kg
- 7人制ジョージア代表に選ばれたことがある[2]。
- ジョージア代表キャップは1（2025年2月現在）でラグビーワールドカップ2023のジョージア代表に選ばれた[3]。

## 略歴
レロ・サラセンズを経て、2023年、ブラックライオンに加入。 